# Śākaṭāyana
Śākaṭāyana (Sanskrit: शाकटायन Śākaṭāyana) ist ein Grammatiker des alten Indien, der im 8. Jahrhundert v. Chr. gelebt hat. Seine Arbeiten sind verloren gegangen, aber durch Zitate bei jüngeren Autoren wie Yaska ist seine Existenz belegt. Śākaṭāyana ist der erste namentlich bekannte Grammatiker überhaupt.